# Cédric Marshall Kissy
Cédric Marshall Kissy, né en 1988 à Grand-Bassam, est un poète ivoirien lauréat de plusieurs concours littéraires.

## Distinctions
- Le Prix Les manuscrits d’or en 2009, lors de la 3e édition dans la catégorie seniors (étudiants et autres) avec son poème intitulé Un pagne aux motifs nouveaux[2].
- 1er prix du concours littéraire 2013 du Président de l'Assemblée nationale de Côte d'Ivoire[3].
- Finaliste, dans la catégorie « Poèmes », du Prix de la Jeune écriture Francophone 2013[4].
- Bissa d'or en poésie du Grand Prix littéraire Bernard Zadi Zaourou 2014[5] pour Mot-flamme[6].

## Publications
- 2010 : Ciel d’Amour, terre de haine, poèmes, Éditions Edilivre.
- 2011 : Tréfonds de cœurs de pierre, Poèmes, Éditions l’Harmattan, Paris, France.
- 2012 : Tendresse et passion, anthologie des plus beaux poèmes d'amour de la Saint-Valentin (Collectif), Poèmes, L'Encre Bleue, Abidjan.
- 2012 : L'amour selon elle, Nouvelles, Éditions Balafons, Abidjan.
- 2013 : La circulation des idées, anthologie des textes finalistes du prix international Stéphane Hessel, RFI - Le texte vivant, Paris.
- 2016: La Mère rouge, poèmes, Editions Eden, Abidjan.